# Mullhövden
Mullhövden är en sjö i Ronneby kommun i Blekinge och ingår i Ronnebyåns huvudavrinningsområde. Sjön är 3,4 meter djup, har en yta på 0,047 kvadratkilometer och befinner sig 112,4 meter över havet.